# Trstená na Ostrove
Trstená na Ostrove (maďarsky Csallóköznádasd) je obec na Slovensku v okrese Dunajská Streda. První písemná zmínka o obci pochází z roku 1250. V roce 2009 měla obec 566 obyvatel a rozloha katastrálního území je 6,25 km². Při sčítání obyvatel v roce 2001 se 93% obyvatel hlásilo k maďarské národnosti.